# Petr Vrána
Petr Vrána (* 29. března 1985 Šternberk) je český hokejový útočník.

## Hráčská kariéra
S hokejem začínal v rodném městě, v klubu HC Šternberk, kde hrával do svých dvanácti let. Poté si ho vyhlídl klub HC Olomouc, se kterým setrval do konce ročníku 2001/02. V posledním ročníku se stal v dorostenecké lize nejproduktivnějším hráčem ligy s 86 nasbíranými body.
Do ročníku 2002/03 odešel do klubu HC Femax Havířov, ve kterým stihl odehrál za jednu sezónu tři ligové kategorie. Za dorosteneckou kategorii odehrál již třetí sezónu, v juniorské a seniorské lize ELH za Femax debutoval. Po ročníku odletěl do Severní Ameriky, kde se zúčastnil draftu v juniorské lize CHL, kde si ho vybral tým Halifax Mooseheads v prvním kole celkově z jedenáctého místa. Do týmu Mooseheads se hned připojil a po prvním stráveném ročníku se stal nejlepším nováčkem ligy a získal dvě trofeje Michel Bergeron Trophy a RDS Cup. Za jeho výkony byl v roce 2003 draftován v NHL týmem New Jersey Devils ve druhém kole ze 42. místa. V následujícím ročníku ho trápili potíže s ramenem, proto musel vynechat část sezóny. Do poslední sezóny v juniorské lize byl v týmu Mooseheads jmenován kapitánem mužstva. S týmem se probojovali do finále playoff, kde podlehli týmu Rimouski Océanic 0:4 na zápasy. Po sezóně ho český trenér Alois Hadamczik nominoval na soupisku do mistrovství světa juniorů a rovněž ho ustanovil kapitánem. S reprezentací vybojovali bronzové medaile, kdy porazili v boji o třetí místo Americkou reprezentaci 3:2 po prodlouženi. Rozhodující gól vstřelil Vrána v čase 62:38.
Do nové sezóny 2005/06 již nastupoval ve farmářském týmu Devils v Albany River Rats, který ale po ukončení sezóny se klub stal farmou týmu Colorado Avalanche a bývalá farma Avalanche Lowell Lock Monsters poté Lowell Devils se naopak stala farmou Devils. Do nově přejmenovaného týmu Lowell Devils strávil tři sezóny 2006/09. Během toho období si v roce 2008 zahrál v AHL All-Star Game. V závěru sezóny 2007/08 měl český trenér Alois Hadamczik zájem o Vránu aby reprezentoval český tým v mistrovství světa, ale vedení Devils neuvolnilo Vránu z důvodu, že s ním počítají jako náhradníka v playoff. V poslední sezóně v zámoří se mu podařilo nakouknou do NHL a hned v prvním zápase proti týmu Washington Capitals vstřelil první a momentálně jediný gól za svou kariéru v NHL. Poté stihl v sezóně za New Jersey Devils odehrát celkem šestnáct zápasů. Jelikož mu klub po sezóně nenabídl smlouvu stal se 1. července 2009 nechráněným volným hráčem. Vzhledem k tomu, že za dobu jednoho měsíce nikdo z klubů NHL neprojevil smluvní zájem, vrátil se po sedmi letech zpět do Česka, kde se dohodl s extraligovým klubem HC Vítkovice Steel. S týmem HC Vítkovice Steel odehrál dva ročníky, ve kterých postoupili do playoff a dokráčeli do finále, ale v obou ročnících ve finále prohráli na série. Po druhém neúspěchu ve finále playoff, odehrál dva zápasy v přípravě a rovněž dva zápasy v KAJOTbet Hockey Games s českým reprezentačním týmem, nakonec se nevešel do základního reprezentačního kádru pro mistrovství světa. Ruský klub z KHL Amur Chabarovsk, který v minulém ročníku 2010/11 skončil na předposledním místě, projevil o útočníka zájem. Amur Chabarovsk se dohodl s klubem HC Vítkovice Steel a od nového ročníku již mohl nastoupit za Amur Chabarovsk. Hned v úvodu ročníku vstřelil první branku a stal se tak prvním českým střelcem v ročníku 2011/12.

## Ocenění a úspěchy
- 2001 ČHL-18 – Nejproduktivnější hráč
- 2003 CHL – Top Prospects Game
- 2003 CHL – All-Rookie Tým
- 2003 QMJHL – All-Rookie Team
- 2003 QMJHL – Michel Bergeron Trophy
- 2003 QMJHL – RDS Cup
- 2008 AHL – All-Star Game
- 2017 ČHL – Nejlepší střelec v playoff

## Prvenství

### ČHL
- Debut - 30. září 2001 (HC Chemopetrol Litvínov proti HC Femax Havířov)
- První gól - 9. října 2009 (HC Sparta Praha proti HC Vítkovice Steel, českému brankáři Janu Cháberovi)
- První asistence - 9. října 2009 (HC Sparta Praha proti HC Vítkovice Steel)

### AHL
- Debut – 8. října 2005 (Albany River Rats proti Syracuse Crunch)
- První gól – 8. října 2005 (Albany River Rats proti Syracuse Crunch. českému brankáři Martin Prusek)
- První asistence – 8. října 2005 (Albany River Rats proti Syracuse Crunch)

### NHL
- Debut – 18. října 2008 (Washington Capitals proti New Jersey Devils)
- První gól – 18. října 2008 (Washington Capitals proti New Jersey Devils. americkému brankáři Brent Johnson)

### KHL
- Debut – 13. září 2011 (HK Sibir Novosibirsk proti Amur Chabarovsk)
- První gól – 13. září 2011 (HK Sibir Novosibirsk proti Amur Chabarovsk. rakouskému brankáři Bernd Bruckler)
- První asistence – 15. září 2011 (HK Sibir Novosibirsk proti Amur Chabarovsk)
- První hattrick – 29. října 2011 (Avtomobilist Jekatěrinburg proti Amur Chabarovsk)

## Klubová statistika
| Sezóna       | Klub                | Soutěž       |     | Základní část | Základní část | Základní část | Základní část | Základní část |    | Play off | Play off | Play off | Play off | Play off |
| Sezóna       | Klub                | Soutěž       | Z   | G             | A             | B             | TM            | Z             | G  | A        | B        | TM       |          |          |
| 1999/2000    | HC Olomouc 18       | ČHL-18       | 33  | 6             | 9             | 15            | 18            | –             | –  | –        | –        | –        |          |          |
| 2000/2001    | HC Olomouc 18       | ČHL-18       | 41  | 38            | 48            | 86            | 32            | 3             | 1  | 3        | 4        | 6        |          |          |
| 2001/2002    | HC Femax Havířov    | ČHL-20       | 5   | 9             | 6             | 15            | 0             | –             | –  | –        | –        | –        |          |          |
| 2001/2002    | HC Femax Havířov 20 | ČHL-20       | 38  | 11            | 12            | 23            | 22            | –             | –  | –        | –        | –        |          |          |
| 2001/2002    | HC Femax Havířov    | ČHL          | 6   | 0             | 0             | 0             | 4             | –             | –  | –        | –        | –        |          |          |
| 2002/2003    | Halifax Mooseheads  | QMJHL        | 72  | 37            | 46            | 83            | 32            | 24            | 5  | 15       | 20       | 12       |          |          |
| 2003/2004    | Halifax Mooseheads  | QMJHL        | 48  | 13            | 25            | 38            | 56            | –             | –  | –        | –        | –        |          |          |
| 2004/2005    | Halifax Mooseheads  | QMJHL        | 60  | 16            | 35            | 51            | 77            | 12            | 10 | 4        | 14       | 12       |          |          |
| 2005/2006    | Albany River Rats   | AHL          | 74  | 12            | 23            | 35            | 91            | –             | –  | –        | –        | –        |          |          |
| 2006/2007    | Lowell Devils       | AHL          | 61  | 13            | 19            | 32            | 44            | –             | –  | –        | –        | –        |          |          |
| 2007/2008    | Lowell Devils       | AHL          | 80  | 20            | 41            | 61            | 64            | –             | –  | –        | –        | –        |          |          |
| 2008/2009    | Lowell Devils       | AHL          | 14  | 5             | 4             | 9             | 6             | –             | –  | –        | –        | –        |          |          |
| 2008/2009    | New Jersey Devils   | NHL          | 16  | 1             | 0             | 1             | 2             | –             | –  | –        | –        | –        |          |          |
| 2009/2010    | HC Vítkovice Steel  | ČHL          | 39  | 7             | 6             | 13            | 10            | 16            | 3  | 3        | 6        | 8        |          |          |
| 2010/2011    | HC Vítkovice Steel  | ČHL          | 42  | 15            | 14            | 29            | 24            | 16            | 9  | 2        | 11       | 20       |          |          |
| 2011/2012    | Amur Chabarovsk     | KHL          | 46  | 19            | 24            | 43            | 12            | –             | –  | –        | –        | –        |          |          |
| 2012/2013    | HC Lev Praha        | KHL          | 51  | 6             | 14            | 20            | 20            | 4             | 1  | 1        | 2        | 2        |          |          |
| 2013/2014    | HC Lev Praha        | KHL          | 50  | 8             | 14            | 22            | 32            | 22            | 7  | 6        | 13       | 10       |          |          |
| 2014/2015    | Atlant Mytišči      | KHL          | 13  | 4             | 0             | 4             | 8             | –             | –  | –        | –        | –        |          |          |
| 2014/2015    | Ak Bars Kazaň       | KHL          | 22  | 3             | 5             | 8             | 4             | 20            | 0  | 4        | 4        | 2        |          |          |
| 2015/2016    | Brynäs IF           | SEL          | 26  | 1             | 7             | 8             | 10            | –             | –  | –        | –        | –        |          |          |
| 2016/2017    | HC Sparta Praha     | ČHL          | 50  | 21            | 26            | 47            | 34            | 4             | 2  | 2        | 4        | 4        |          |          |
| 2017/2018    | HC Sparta Praha     | ČHL          | 51  | 7             | 18            | 25            | 28            | 2             | 1  | 0        | 1        | 2        |          |          |
| 2018/2019    | HC Sparta Praha     | ČHL          | 37  | 8             | 18            | 26            | 18            | –             | –  | –        | –        | –        |          |          |
| 2018/2019    | HC Oceláři Třinec   | ČHL          | 12  | 1             | 4             | 5             | 0             | 17            | 3  | 7        | 10       | 0        |          |          |
| 2019/2020    | HC Oceláři Třinec   | ČHL          | 47  | 12            | 26            | 38            | 14            | –             | –  | –        | –        | –        |          |          |
| 2020/2021    | HC Oceláři Třinec   | ČHL          | 48  | 11            | 21            | 32            | 24            | 16            | 2  | 9        | 11       | 4        |          |          |
| 2021/2022    | HC Oceláři Třinec   | ČHL          | 52  | 13            | 13            | 26            | 26            | 14            | 3  | 3        | 6        | 8        |          |          |
| 2022/2023    | HC Oceláři Třinec   | ČHL          | 3   | 0             | 1             | 1             | 2             | 20            | 1  | 1        | 2        | 2        |          |          |
| 2023/2024    | HC Oceláři Třinec   | ČHL          | 52  | 5             | 9             | 14            | 26            | 21            | 3  | 2        | 5        | 0        |          |          |
| 2024/2025    | HC Oceláři Třinec   | ČHL          | 47  | 3             | 3             | 6             | 8             | 1             | 0  | 0        | 0        | 0        |          |          |
| Celkem v ČHL | Celkem v ČHL        | Celkem v ČHL | 486 | 103           | 159           | 262           | 218           | 127           | 27 | 29       | 56       | 48       |          |          |
| Celkem v KHL | Celkem v KHL        | Celkem v KHL | 182 | 40            | 57            | 97            | 76            | 46            | 8  | 11       | 19       | 14       |          |          |

## Reprezentace
| Rok                       | Tým                       | Soutěž                    | Z  | G | A | B | TM |
| ------------------------- | ------------------------- | ------------------------- | -- | - | - | - | -- |
| 2005                      | Česko 20                  | MSJ                       | 7  | 5 | 3 | 8 | 16 |
| 2013                      | Česko                     | MS                        | 6  | 0 | 0 | 0 | 0  |
| 2017                      | Česko                     | MS                        | 8  | 1 | 1 | 2 | 0  |
| Juniorská kariéra celkově | Juniorská kariéra celkově | Juniorská kariéra celkově | 7  | 5 | 3 | 8 | 16 |
| Seniorská kariéra celkově | Seniorská kariéra celkově | Seniorská kariéra celkově | 14 | 1 | 1 | 2 | 0  |